# Etimologija
Etimologíja (grško starogrško ἐτυμολογία: étymología < etimon (starogrško ἔτυμος: étymos) - resničen, pravi + starogrško λόγος: lógos - beseda, govor; pojem; misel, razum, mišljenje, presojanje; računanje, veda + pripona starogrško ια) je znanstvena jezikoslovna veda, ki se ukvarja z izvorom besed v določenem jeziku.

## Ljudska etimologija
Ljudska etimologija poimenuje laično razlago besed, ki temelji zgolj na glasovni ali pisni ter pomenski podobnosti dveh besed. Brez uvida v razvoj jezikov, primerjave starejših pisnih virov ter poznavanja posebnosti starejših zapisov, pa tudi zgodovinskih in kulturnih posebnosti, pogosto povezuje napačne besede. Ljudska etimologija močno vpliva na dojemanje imen in prenovitve frazemov, zato se izkorišča v nekaterih besednih igrah.